# سیارک ۲۱۵۴۶
سیارک ۲۱۵۴۶ (به انگلیسی: 21546 Konermann، نامگذاری:1998QH34) بیست و یک هزار و پانصد و چهل و ششمین سیارک کشف شده‌است که در ۱۷ اوت ۱۹۹۸ کشف شد.
قدر مطلق سیارک برابر ۱۸.۶ است.